# Tacoronte
Tacoronte é um município da Espanha na província de Santa Cruz de Tenerife, comunidade autónoma das Canárias. Tem 30,1 km² de área e em 2021 tinha 24 346 habitantes (densidade: 808,8 hab./km²).

## Demografia
| Variação demográfica do município entre 1991 e 2004 | Variação demográfica do município entre 1991 e 2004 | Variação demográfica do município entre 1991 e 2004 | Variação demográfica do município entre 1991 e 2004 |
| --------------------------------------------------- | --------------------------------------------------- | --------------------------------------------------- | --------------------------------------------------- |
| 1991                                                | 1996                                                | 2001                                                | 2004                                                |
| 17074                                               | 19056                                               | 20295                                               | 21986                                               |

| Noroeste: Oceano Atlântico                       | Norte: Oceano Atlântico e San Cristóbal de La Laguna |                                                            |
| Oeste: Oceano Atlântico e La Matanza de Acentejo | Tacoronte                                            | Leste: San Cristóbal de La Laguna e Santa Cruz de Tenerife |
| Sudoeste: El Sauzal                              | Sul: El Sauzal e Santa Cruz de Tenerife              |                                                            |